# Det första äventyret
Det första äventyret är en svensk film från 1988, regisserad av Ralf Karlsson och skriven av Karlsson och Ulla-Carin Nyquist. I rollerna ses bland andra Emil Ekberg, Frida Hallgren och Jonas Franzén.

## Handling
En skolklass befinner sig på skolresa i Jämtland. Klassen blir uppdelad i grupper om sex personer och i en grupp hamnar Pontus, Anna, Niklas, Malin, Ante och Julia. De slår läger och går till sängs. Nästa morgonon ska klassen ta sig över en fors. Något går fel och huvudpersonerna hamnar i vattnet och dras med i strömmarna. Längre ned längs forsen lyckas gruppen ta sig i land. De befinner sig nu långt ifrån sina klasskamrater. Efter flera dagar i vildmarken lyckas de återvända till civilisationen.

## Medverkande
- Emil Ekberg – Niklas
- Frida Hallgren – Anna
- Jonas Franzén	– Ante
- Helen Pettersson – Julia
- Christopher Vozmediano – Pontus
- Mariz Gårdfalk Öhman – Malin
- Lars Green – Hasse, lärare
- Li Brådhe	– Viveka, lärare

## Om filmen
Det första äventyret producerades av Drakfilm Produktion AB och spelades in i hösten 1987 i Järpen, Åre, Ristafallet och Nylandsforsarna. Filmen fotades av Peter Kruse och klipptes av Christin Loman. Musiken komponerades av Michael B. Tretow. Filmen hade biopremiär den 13 februari 1988 på flertalet biografer runt om i Sverige.